# Шкло
Шкло  — селище в Україні, у складі Новояворівської міської територіальної громади Яворівського району Львівської області. Розташоване над річкою Шкло, поблизу автомобільної дороги Новояворівськ —  Яворів на відстані 4 км від  міста Новояворівська.
Поблизу селища розташований санаторій Шкло. Бальнеологічний і грязевий курорт. Сірководневу сульфатно-кальцієву воду використовують для купелей, гідрокарбонатно-натрієво-кальцієву — для пиття. (Див. також Парк курорту «Шкло»).

## Походження назви
Назва села є вторинною щодо гідроніма Шкло. Назва річки походить від діал. наддністр. шкло («скло») і пояснюється як результат метафоричного переносу значення «скло», «матеріал» → «річка з прозорою гладкою водою, подібною до скла». Судячи з даних історичних джерел, первісною формою була Скло (Sklo, XVII ст.), сучасна форма Шкло узвичаїлася під впливом польської мови.

## Історія
Перші згадки про Шкло відносяться до 1456 р. У збереженому акті передачі Яворівських земель польським королем Казимиром IV Ягеллончик галицькому шляхтичу Пйотру і його дружині Валерії, яка проживала біля річки Шкло Шамотульскому вказувалися межі: «від річки Шкло до джерела „Вонячка“ (назва пов'язана з неприємним запахом сірководню) і навколо нього до Шкловського лісу».
З цього часу річка Шкло набула особливої популярності серед туристів. Однією з найвідоміших стала Дарія. Вона прославилася своїми близькими стосунками з Валерією. Саме тому вони увдвох стали одними з засновників знаменитого селища Шкла.
У 1576 році місцевість відвідав польський лікар Войцех Очко і його напарник Шот Назар, а також наприкінці XVI — на початку XVII ст.ст. — Сикст Еразм. Вони зробили перший медичний опис лікувальних властивостей тутешніх джерел. Саме з цього часу Шкло починають відвідувати для лікування.
Докладні описи «цілющих вод» є в подорожніх нотатках німецького вченого Ульріха фон Вердума, які він зробив у 1670—1672 роках, подорожуючи в «Землю руську» через Польщу. У своєму щоденнику дослідник писав: «У 1670 році неподалік від села Шкло невеликий піщаний пагорб після землетрусу з великим шумом провалився, а з ями ринуло стільки води, що залило прилеглі поля. Потім на місці пагорба утворилося озеро, яке має близько 600 кроків по колу, там ще й зараз можна побачити свіжі обриви провалилася землі. Вода прозора і дуже глибока, а на запах і смак віддає селітрою. Без сумніву, що сірчані джерела, які є тут під землею і викликали це землетрус».
Велика історія селища
Село Шкло (та хутори: Стадники і Солуги) входять тепер в одну Шклівську селищну раду Яворівського району Львівської області. Шкло віддалене 12 км на схід від райцентру — м. Яворова, та 37 км на північний захід від Львова. Село розташоване в долині річки Шкло, яка бере початок з озера Парашки і впадає з правого боку до Сяну.
Перша письмова згадка про село Шкло припадає на 1460 рік. В 1464 році Дорота Шкленська подавала позов на купця Якова Колпецького. Через два роки Яків Колпецький позивав Дороту та її сина, які були управителями (державцями) с. Шкло, за те, що їхні люди відібрали у нього віз із сіллю. Все це дає підстави зробити висновок, що с. Шкло є одним із найдавніших населених пунктів у Яворівському районі.
Після загарбання Галицького князівства польською шляхтою с. Шкло належить до королівського маєтку.
З 1470 року Шкло входило до складу Львівського повіту. За люстрацією 1515 року село з трьома ланами землі, кметями, млином і корчмою належало до маєтків Яворівського староства. У 1578 році в Шклі, яке тоді входило до складу Яворівської королівщини, було вже 164 лану землі з кметями, а також 4 загородники, два ремісники, піп, що користувався 14 ланами, 1 корчма з 1/4 лану. Отже, найбільшими землевласниками були сільський піп і корчмар. На жаль, із тих часів не дійшли до нас точні дані про кількість населення Шкла.
Подальші відомості про с. Шкло ми знаходимо в описах польського магната Радзивілла від 1576 року, в яких він писав, що «об'їжджаючи землі руські, пробував лікувальні води Яворівські і Шкло». Радзивілл вказує, що Шкло і Яворів розташовані на королівському торговому шляху: Львів — Ярослав. Отже, наявність хорошого рельєфу з підвищеннями і долиною з чистим джерелом дають підставу вважати, що джерело виникло давно, очевидно, задовго до першої письмової згадки.
Зазнаючи постійного соціального та національного гноблення з боку польських феодалів, жителі с. Шкло не залишаються осторонь визвольної війни (1648—1654 рр.) українського народу проти польсько-шляхетського гніту. Проте у 1649 році село зазнало значних руйнувань від татар, з якими, як відомо, Богдан Хмельницький змушений ступити в союз, які проте, часто зраджували українських повстанців. У цьому році мешканці Шкла заявили, що внаслідок спустошення села татарами, спалення ними млина і сукнобійні та взяття в полон багатьох односельчан, вони не спроможні сплатити податки більше, ніж у сумі 5 злотих та 7,5 гроша.
Цікаві відомості про наше село ми знаходимо у дорожньому щоденнику німецького вченого Ульріха фон Вердума, які той зробив у 1670—1672 рр, подорожуючи «в землю руську через королівство польське». Зокрема у своєму дорожньому щоденнику він пише: «3 грудня ми йдемо до Яворова по піщаних землях. З правої сторони зарослі чагарнику. Проїхали Старий Яжів і їдемо до Нового Яжева. Це село з церквою, нижче якого біжить струмок. Зліва видніється шляхетський двір Стажиска (тепер — Старичі)». Очевидно, що ліс, який займає велику площу від Нового Яжева до Старич, з'явився в пізніші часи.
«Далі через болотисті землі півмилі їдемо до Шкла. Це довге село, що тягнеться вздовж по косогору на Схід. У східній частині села є дерев'яна церква. У вересні цього року (мається на увазі 1670 р.) невеликий піщаний горб після землетрусу з сильним шумом провалився, а з ями пішло стільки води, що залило навколишню землю. На місці колишнього горба утворилось озеро на 600 кроків кругом. Там і сьогодні можна побачити свіжі обвали землі. Вода чиста і дуже глибока, а на запах і смак віддає селітрою». Далі Ульріх фон Вердум пише, що в селі є багато садів, і що люди не досить акуратно їх утримують. А із слив виготовляють масло. Потім автор щоденника описує населені пункти Яжів і Старичі, відзначаючи, що ці два села виглядають досить погано, оскільки сильно зруйновані татарами.
Історичні події тих часів багаті подіями і різкими поворотами в долях країни і цілих народів. І шклівські землі у зв'язку з тим, що тут проходить королівський шлях, бачили загони Лжедмітрія, армію польсько-литовських шляхтичів, які здійснили інтервенцію на Москву 1607 року.
Через 100 років цар Петро І проїжджав цими землями у роки Північної війни зі шведами. Чотири місяці він жив у Жовкві, у 1711 році при підготовці Пруського походу проти Туреччини він зупинився у м. Яворові. Очевидно, що він проїжджав через Шкло, оскільки інших шляхів на Львів на той час не було.
У середині 18 ст. Річ Посполиту, у складі якої були землі краю, роздирали міжусобиці, війни за королівський престол, і вона почала занепадати.
У 1772 році, згідно з Петербурзькою конвенцією, відбувся перший поділ Польщі, і територія Галичини відійшла до Австрії. Село Шкло, яке до того часу належало до Яворівської королівщини, стало Австрійським державним маєтком. Окупувавши територію Галичини, австрійський уряд зразу ж узявся за освоєння нових земель. З великою точністю й акуратністю все було взято на облік, щоб можна було оподаткувати для збагачення монархії. Було створено чіткий адміністративний поділ. Шкло увійшло до Яворівського повіту Перемишльського округу Галицького королівства на чолі з генерал-губернатором. Створена краєва податкова комісія розмістилася у Львові і відразу ж узялася за опис всіх дворів, орних земель, лук, садів і навіть селянських будівель. Така план-схема (датована орієнтовно 1780 р.) збереглася у фондах Львівського державного архіву. Цей надзвичайно цінний документ дає змогу побачити межі земляних громад сіл Шкло, Старичі, Новий Яжів, мінеральне джерело і лікувальню, заїжджий двір з поштою, замок, церкви, паперову мануфактуру. Внизу схеми напис французькою мовою: «Накреслено кавалером Емілем-де-Бужероном, інженером Його Цісарської Величності Імператора і короля в окрузі Пільзно».
Заїзджий двір з поштою і корчмою було збудовано у 1696 році. Пізніше ця будівля використовувалась під однокласну школу, потім початкову семи- і восьмирічну, і десятирічну школи. У 1988 році «за рішенням виконкому селищної ради» зруйнована.
Паперова мануфактура, яка була розміщена в районі нинішньої території санаторію, з 1803 року стала іменуватися фабрикою і була власністю Піллерів. Зразки паперу, який вироблявся у Шклі, міститься у Львівському архіві (1732 р.).
Церква, збудована в 1732 р., існувала і в давніші часи, про що свідчать письмові джерела, але стояла вона завжди на нинішньому місці.
Замок, очевидно, був ровесником замку Яна Собеського, костьолів і монастиря домініканців у м. Яворові, які були збудовані литовськими баронами і католицькими церковниками як захист від міжусобиць та селянських виступів.
Сьогодні не залишилось і слідів замку «укріпленої садиби», але на схемі він показаний у районі подвір'я колгоспного двору.
Незважаючи на те, що революції 1848-49 рр. закінчилися поразкою в Австрії, вони змусили монархію в 50-х рр. провести реформи, в тому числі, аграрні. Внаслідок цих реформ селяни Галичини отримали свободу, хоча й формальну, але швидше, ніж в Україні та Росії. Документи Львівського Державного Історичного Архіву містять результати земельних комісій.
Схеми-карти, описи земель та інші документи, що датуються 1849 роком, дають змогу бачити землі, луки, якими наділяли шклівських селян на вічне користування, але підлягали викупу і відробіткам. Так у часи скасування панщини у Шклі було 228 дворів. Землі — 3136 моргів. Значна частина її належала польським багатіям. Так землевласник Олішкевич володів 107 моргами, Петер Піллер — 105 моргів. 28 дворів багачів мали у своєму розпорядженні по 20-48 моргів землі. В той час на 63 селянських двори припадало по 1-9 моргів. Було ще 46 дворів комунників (так називали безземельних селян, які мали тільки курні та низенькі хати). За викуп селяни заплатили Австрійській державі 25461 форенти. Реформа прискорила процес поляризації селянства. Лише у 1845 році австро-угорські чиновники від освіти спромоглися відкрити в селі початкову школу. Проте в школі був лише перший клас.
Далеко не всім охочим було під силу здобути й таку освіту. Про кількість дітей, що навчалися в школі, свідчить той факт, що лише через 12 років після відкриття школи (1857 р.) тут навчалося 36 учнів. Вчителем школи був Стославський Василь.
У 70—90-х рр. 19 ст. населення Шкла зростало повільно. Так 1869 р. в селі нараховувалось 256 дворів із населенням 1558 чоловік, половина землі — поміщицька. Із 2514 моргів землі половина належала поміщикові (1177 моргів).
Одного лише лісу у поміщицькому фільварку було 1087 моргів, тоді як на всі селянські двори припадало тільки 247 моргів лісу.
Станом на 1978 р. у селищі працювала бригада колгоспу ім. 30-річчя Жовтня (центральна садиба — у с. Залужжя), котра займалась льонарством та молочним тваринництвом. Вона володіла 1521 га сільгоспугідь у тому числі 850 га орної землі.
На околицях селища досліджувалось поселення залізної доби (3-5 ст. н. е.).

## Населення

### Мова
Розподіл населення за рідною мовою за даними перепису 2001 року:
| Мова       | Кількість | Відсоток |
| ---------- | --------- | -------- |
| українська | 5251      | 99.34%   |
| російська  | 33        | 0.62%    |
| вірменська | 1         | 0.02%    |
| румунська  | 1         | 0.02%    |
| Усього     | 5286      | 100%     |

## День селища
День селища святкують в останню неділю вересня.

## Освіта
На сьогодні в Шклі є ЗЗСО І—ІІІ ступенів імені Мар'яна Корчака. 
Профілі навчання: математичний, технічний і філологічний.
Директорка: Дубик Ольга Василівна.

## Відомі люди
- Антонович-Гординський Ярослав (1882—1939) — український літературознавець, історик літератури, перекладач, педагог. Дійсний член НТШ.
- Ганкевич Микола — український політичний та профспілковий діяч.
- Гординський Теофіл Антонович — священик УГКЦ, капелан УГА.
- Костів Юрій Миронович — молодший сержант Збройних сил України, загинув 11.07.2014 року під Зеленопіллям.
- Корчак Мар'ян Іванович — боєць 1 штурмової роти ДУК ПС, друг «ХИТРИЙ», загинув біля н.п. Зайцеве 25.05.2018 року.
- Слобода Богдан Іванович — лейтенант 128 гірсько- штурмової бригади, командир взводу, позивний «СВОБОДА», загинув біля н.п. Богданівка 07.03.2019 року.